# Eumenes autrani
Eumenes autrani är en stekelart som beskrevs av Brethes 1903. Eumenes autrani ingår i släktet krukmakargetingar, och familjen Eumenidae. Inga underarter finns listade i Catalogue of Life.